# 杜念曾
杜念曾（?—?），字缵修，号东溪，云南嶍峨（今云南峨山）人，清朝政治人物。进士出身。
乾隆十七年，登進士。曾于1761年接替胡相忠任嘉定县知县一职，1765年由赖晋接任。在嘉定任内，他设立育婴堂，救活婴儿。离任时，当地民众为他设立生祠。